# Gaurotes pictiventris
Gaurotes pictiventris là một loài bọ cánh cứng trong họ Cerambycidae.